# Wassermühle Altona
Die Wassermühle Altona – im südöstlichen Dötlinger  Ortsteil Altona – ist eine ehemalige Getreidemühle und stammt aus dem späten 19. Jahrhundert.
Das Gebäude steht unter Denkmalschutz – siehe auch Liste der Baudenkmale in Dötlingen.

## Geschichte
Eine Wassermühle wurde am Altonaer Mühlbach bereits Mitte des 16. Jahrhunderts erbaut. Nachdem Graf Anton I. von Oldenburg 1547 die Burg Delmenhorst vom Bistum Münster erobert hatte, kam die Grafschaft Delmenhorst wieder in Besitz der Oldenburger. Wildeshausen gehörte weiter zum Bistum Münster. Der Graf untersagte seinen Untertanen, ihr Getreide wie bisher in Wildeshausen mahlen zu lassen. Er ließ um 1562 an der Grenze eine Wassermühle mit Zollstätte errichten, die zunächst wohl Penning mule genannt wurde. All zu nah war den Wildeshausern die Mühle und so könnte später der Name „Altona“ entstanden sein.

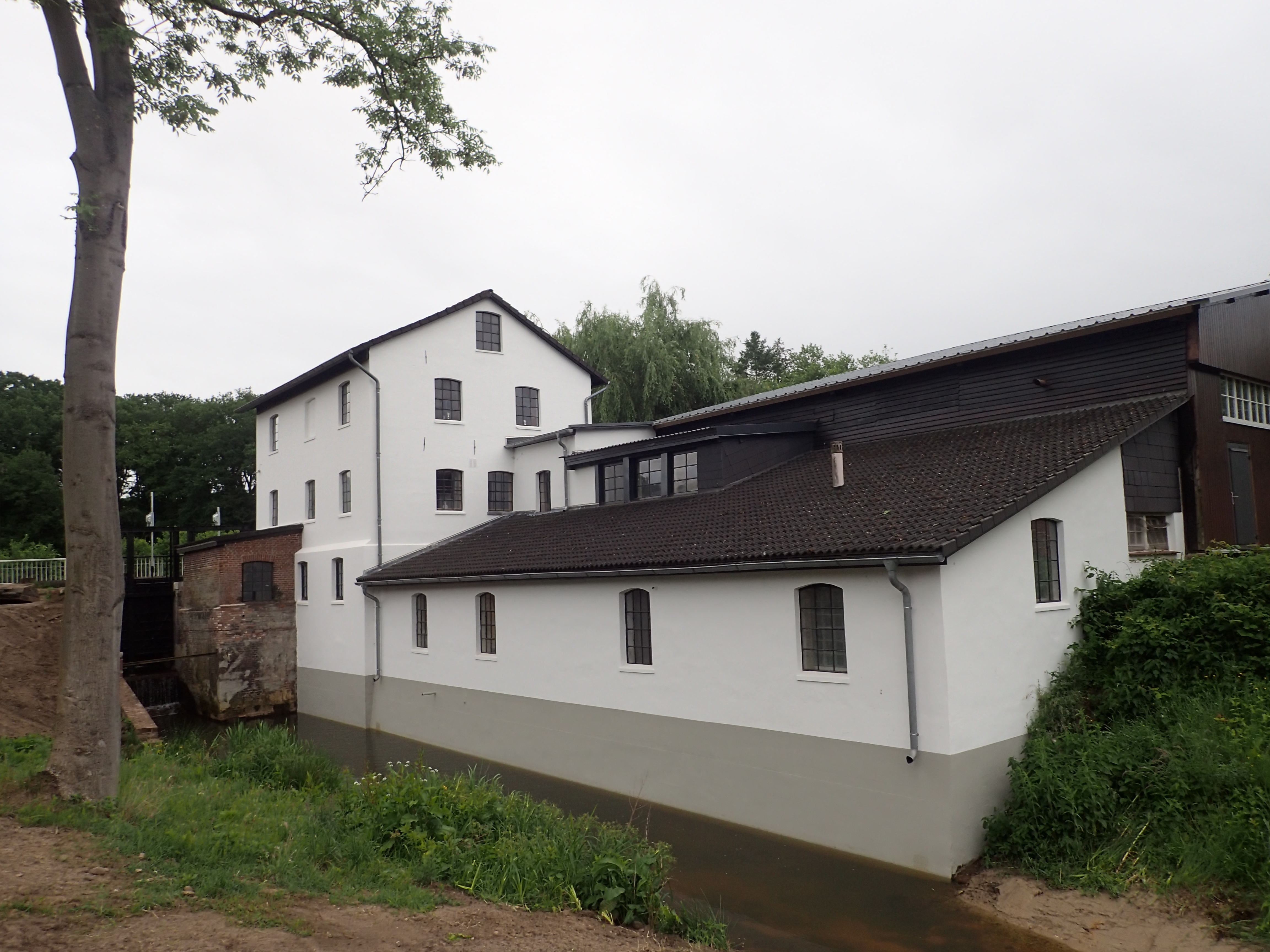
Mühle und Remise

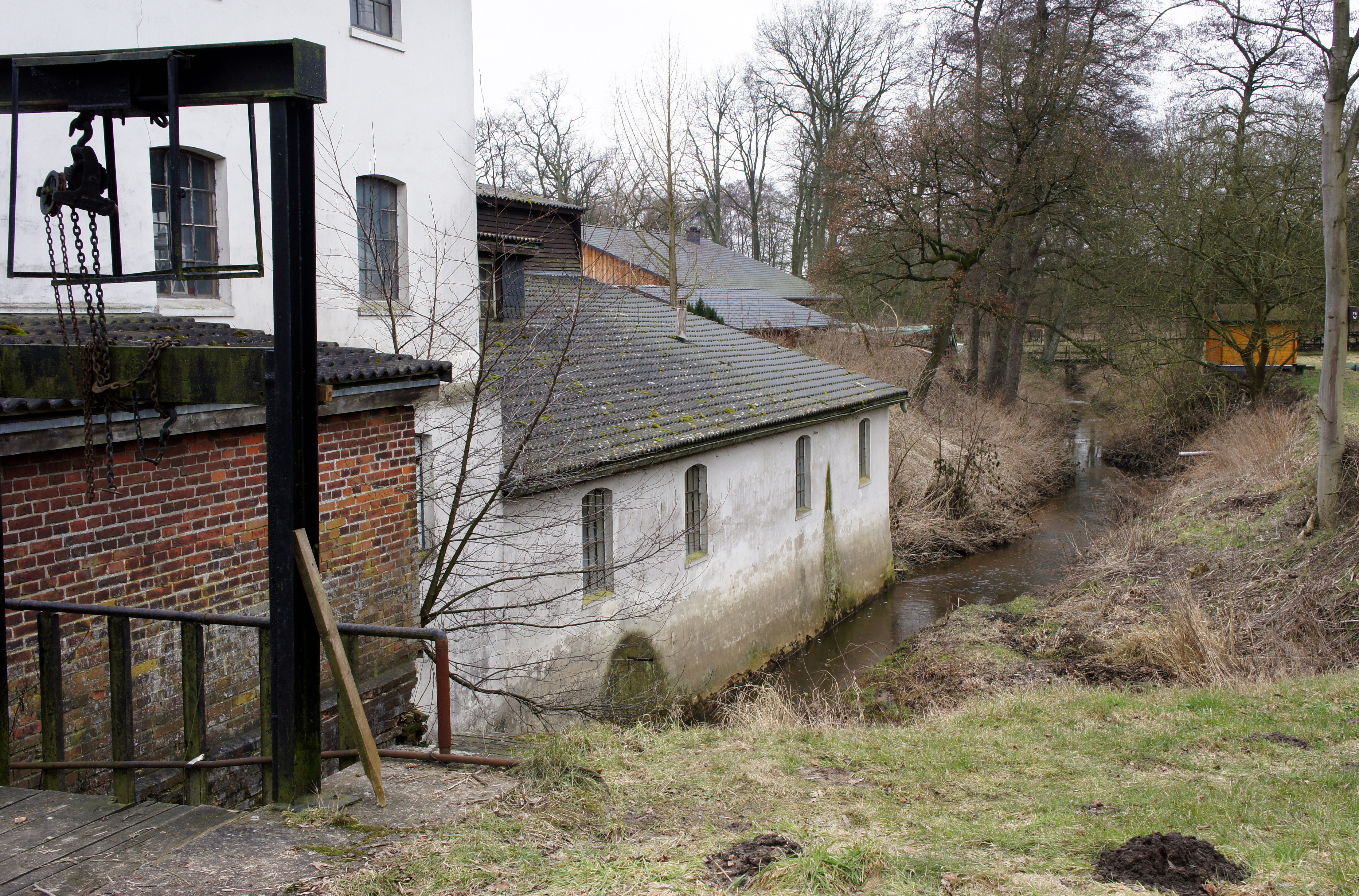
Mühle und Mühlbach

Die Mühle wurde 1603 Eigentum des Grafen Anton Günther. Während des Dreißigjährigen Krieges wurde sie beschädigt, 1894 grunderneuert.
Die Anlage besteht aus
- dem zweigeschossigen giebelständigen verputzten Mühlengebäude von 1894 (Inschrift) mit Satteldach, segmentbogigen Öffnungen sowie mittig und übereinander zwei Ladeluken (die obere mit Balkon), ferner in die Fassade eingelassen Inschrifttafeln von 1630, 1704 und 1989 – die Mühle war noch bis 1960 in Betrieb und wurde 1984 umgebaut und saniert,
- einer links zurückgesetzten offenen Holzremise mit Satteldach,
- dem nördlichen Stauwehr und dem Altonaer Mühlbach,
- und dem östlich, jenseits der Wildeshauser Straße gelegenen Mühlenteich.

Das Landesdenkmalamt befand: „… geschichtliche Bedeutung … als beispielhafte Mühle des späten 19. Jhs. und für die Technikgeschichte ….“